# Moll's Gap
Il Moll's Gap (in gaelico irlandese: Céim an Daimh, che significa Valico del bue) è un passo stradale sito lungo la N71, strada che collega Kenmare a Killarney nella contea di Kerry, Repubblica d'Irlanda. Il valico è collocato lungo il percorso del Ring of Kerry.
La strada sorge sulle montagne denominate Macgillycuddy's Reeks ed è un importante punto turistico considerata anche la vicinanza al celebre punto panoramico di Ladies View.
Il terreno su cui è sito il valico è caratterizzato da old red sandstone, granelli di quarzo depositatisi 350 milioni di anni fa. Moll's Gap prende il nome da Moll Kissane, proprietario di un pub senza licenza in cima al passo nel 1820, quando la N71 era in fase di costruzione.
Analogamente al vicino Gap of Dunloe, Moll's Gap è sorto da una breccia glaciale provocata da un ghiacciaio attraverso le rocce 25000 anni or sono.